# Murakami Kazuki
Kazuki Murakami (村上一樹 Murakami Kazuki, sinh ngày 21 tháng 12 năm 1987) là một cầu thủ bóng đá người Nhật Bản.

## Thống kê câu lạc bộ
| Thành tích câu lạc bộ | Thành tích câu lạc bộ | Thành tích câu lạc bộ | Giải vô địch | Giải vô địch | Cúp                   | Cúp                   | Tổng cộng | Tổng cộng |
| Mùa giải              | Câu lạc bộ            | Giải vô địch          | Số trận      | Bàn thắng    | Số trận               | Bàn thắng             | Số trận   | Bàn thắng |
| Nhật Bản              | Nhật Bản              | Nhật Bản              | Giải vô địch | Giải vô địch | Cúp Hoàng đế Nhật Bản | Cúp Hoàng đế Nhật Bản | Tổng cộng | Tổng cộng |
| --------------------- | --------------------- | --------------------- | ------------ | ------------ | --------------------- | --------------------- | --------- | --------- |
| 2010                  | FC Gifu               | J2 League             | 16           | 0            | 1                     | 0                     | 17        | 0         |
| 2011                  | FC Gifu               | J2 League             | 8            | 0            | 1                     | 0                     | 9         | 0         |
| 2012                  | FC Gifu               | J2 League             | 18           | 0            | 0                     | 0                     | 18        | 0         |
| Quốc gia              | Nhật Bản              | Nhật Bản              | 42           | 0            | 2                     | 0                     | 44        | 0         |
| Tổng                  | Tổng                  | Tổng                  | 42           | 0            | 2                     | 0                     | 44        | 0         |